# Ave Maris Stella
 (mars 2022).
La mise en forme du texte ne suit pas les recommandations de Wikipédia : il faut le « wikifier ».
Les points d'amélioration suivants sont les cas les plus fréquents. Le détail des points à revoir est peut-être précisé sur la page de discussion.
- Les titres sont pré-formatés par le logiciel. Ils ne sont ni en capitales, ni en gras.
- Le texte ne doit pas être écrit en capitales (les noms de famille non plus), ni en gras, ni en italique, ni en « petit »…
- Le gras n'est utilisé que pour surligner le titre de l'article dans l'introduction, une seule fois.
- L'italique est rarement utilisé : mots en langue étrangère, titres d'œuvres, noms de bateaux, etc.
- Les citations ne sont pas en italique mais en corps de texte normal. Elles sont entourées par des guillemets français : « et ».
- Les listes à puces sont à éviter, des paragraphes rédigés étant largement préférés. Les tableaux sont à réserver à la présentation de données structurées (résultats, etc.).
- Les appels de note de bas de page (petits chiffres en exposant, introduits par l'outil «  Source ») sont à placer entre la fin de phrase et le point final[comme ça].
- Les liens internes (vers d'autres articles de Wikipédia) sont à choisir avec parcimonie. Créez des liens vers des articles approfondissant le sujet. Les termes génériques sans rapport avec le sujet sont à éviter, ainsi que les répétitions de liens vers un même terme.
- Les liens externes sont à placer uniquement dans une section « Liens externes », à la fin de l'article. Ces liens sont à choisir avec parcimonie suivant les règles définies. Si un lien sert de source à l'article, son insertion dans le texte est à faire par les notes de bas de page.
- La présentation des références doit suivre les conventions bibliographiques. Il est recommandé d'utiliser les modèles {{Ouvrage}}, {{Chapitre}}, {{Article}}, {{Lien web}} et/ou {{Bibliographie}}. Le mode d'édition visuel peut mettre en forme automatiquement les références.
- Insérer une infobox (cadre d'informations à droite) n'est pas obligatoire pour parachever la mise en page.

Pour une aide détaillée, merci de consulter Aide:Wikification.
Si vous pensez que ces points ont été résolus, vous pouvez retirer ce bandeau et améliorer la mise en forme d'un autre article.
L’Ave maris stella est une hymne catholique, consacrée à la Vierge Marie, qui appartient au répertoire grégorien. Diffusée d'abord aux monastères au Moyen Âge, celle-ci devint très populaire en Europe, notamment à partir de la Renaissance.

## Texte
|    | Latin                                                                              | Français (octosyllabiques) | Littéralement |
| -- | ---------------------------------------------------------------------------------- | --- | --- |
| 1) | Ave, maris stella, Dei mater alma, Atque semper virgo, Felix cæli porta.           | Salut, Étoile de la mer, ô très sainte mère de Dieu, toi qui es vierge à tout jamais, ô bienheureuse Porte du ciel.                      | Salut, étoile de la mer, Mère nourricière de Dieu, Et cependant toujours vierge, Heureuse porte du ciel.                    |
| 2) | Sumens illud Ave Gabrielis ore, Funda nos in pace, Mutans Evæ nomen.               | Toi qui accueilles cet Ave de la bouche de Gabriel, affermis nos cœurs dans la paix : tu as inversé le nom d'Ève.                        | Faisant tien cet « Ave » De la bouche de Gabriel, Refonde-nous dans la paix, En inversant le nom de « Èva ».                |
| 3) | Solve vincla reis, Profer lumen cæcis, Mala nostra pelle, Bona cuncta posce.       | Des coupables, brise les liens, donne aux aveugles la clarté, éloigne de nous tous les maux, demande pour nous toutes grâces.            | Délie les liens des coupables, Apporte la lumière aux aveugles, Chasse le mauvais de nous, Obtiens-nous toutes grâces.      |
| 4) | Monstra t(e) esse matrem, Sumat per te precem Qui pro nobis natus Tulit esse tuus. | Tu es Mère, montre-le nous ! Que celui qui pour nous est né en acceptant d'être ton Fils accueille par toi nos prières.                  | Montre que tu es mère, Qu'il reçoive par toi la prière, Lui qui, né pour nous, A accepté d'être ton fils.                   |
| 5) | Virgo singularis, Inter omnes mitis, Nos culpis solutos Mites fac et castos.       | Ô Vierge unique, toi qui es de tous les êtres le plus doux, fais que, déliés de nos péchés, nous soyons toujours doux et chastes.        | Vierge sans pareille, Douce entre toutes, Nous, délivrés des péchés, Rends nous doux et pieux.                              |
| 6) | Vitam præsta puram, Iter para tutum, Ut videntes Jesum Semper collætemur.          | Accorde-nous de vivre purs, prépare-nous un chemin sûr, que, dans la vision de Jésus, à jamais nous soyons en liesse.                    | Accorde une vie pure, Prépare un chemin sûr, Afin que, voyant Jésus, Nous nous réjouissions éternellement.                  |
| 7) | Sit laus Deo Patri. Summo Christo decus, Spiritui Sancto Honor, tribus unus.       | Louange au Père, notre Dieu gloire à Jésus Christ, le Très-Haut, rendons honneur à l'Esprit Saint, un seul hommage aux trois Personnes ! | A Dieu le Père soit la gloire, Au Christ suprême louange, Et à l'Esprit Saint / Honneur, Ces trois personnes ne font qu'un. |
|    | Amen.                                                                              | Amen. | Amen. |

## Partition

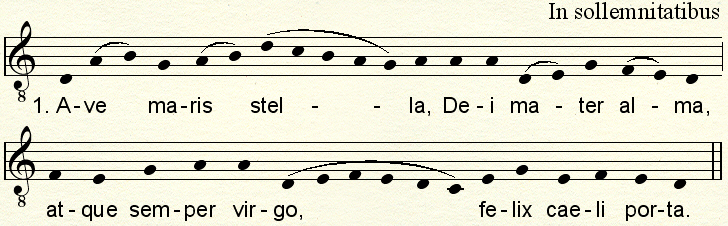

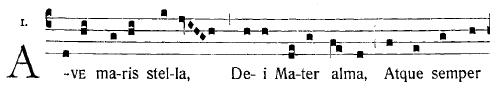
Il est à remarquer que la notation ancienne est meilleure pour le raffinement de l'expression musicale (Édition Vaticane, 1912).

Partition grégorienne et exécution en ligne :
1. Ave maris stella, ton solennel (Schola Sanctæ Scholasticæ et Chœur de l'abbaye Sainte-Cécile, Royaume-Uni) : [écouter en ligne]
2. Ave maris stella in memoriis[2] (Chœur de l'abbaye de Pluscarden, Royaume-Uni) : [écouter en ligne]

## Caractéristique de texte
Dom Joseph Pothier, tant restaurateur du chant grégorien que spécialiste du texte latin, analysait en détail cette hymne. Cette dernière est, dans le contexte de composition poétique, très strictement construite :
1. chaque strophe se compose de quatre versets ;
2. chaque versets, de trois pieds ;
3. chaque pied de deux syllabes ;
4. première syllabe avec accent métrique ;
5. seconde syllabe avec accent atone, assez faible ;
6. le dernier des trois accents de verset est le plus fort[3]
7. accent métrique quasiment identique à accent tonique, celui du mot.

(La cinquième strophe s'en écarte au troisième verset, il faudrait avoir Culpis nos solutos pour conserver le rythme général.)
Ce caractère de composition selon l'accent suggère que l'origine de texte dans le royaume carolingien auquel le chant grégorien était composé d'après l'accent et non la durée prosodique. Or parfois, dans quelques compositions musicales, qui étaient tardivement effectuées, cette structure poétique n'était pas respectée, faute de connaissance. Au contraire, cette structure est si aisément appréciée dans la composition du chant grégorien qu'il faut suivre le texte latin pour lequel les neumes suivaient correctement sur le plan musical. D'où, il faut écarter les signes (tels • - |) ajoutés au début du XXe siècle. En bref, cette structure maîtrise un mouvement phonétique à la récitation ainsi qu'au chant. La dernière syllabe se caractérise de son simple son sans accent, qui donne une note faible, légère, descendante en tant que conclusion de strophe et préparation de strophe suivante. Il s'agit d'une syllabe de repos, de prolongement et surtout de ralentissement final, qui favorise la compréhension de texte. Telle est la composition originelle selon le texte latin.

## Historique

### Origine
Cette hymne n'était pas, donc, l'une des œuvres les plus anciennes, composées selon la durée prosodique.
L'auteur de l'hymne reste anonyme, comme de nombreuses écritures du Moyen Âge,. Traditionnellement il était attribué à Venance Fortunat († 609), Ambroise Autpert († 784), Paul Diacre († vers 799), Robert II le Pieux († 1031), Bernard de Clairvaux († 1153) et d'autres.
En ce qui concerne Bernard de Clairvaux, il était certes chargé de réformer la liturgie cistercienne, dans le domaine musical. De ce fait, il y eut deux fois de réformes auprès de cet ordre. La première fut tenue vers 1108 sous l'abbé Étienne Harding, qui envoya à Milan ses moines, de sorte que le répertoire d'hymne ambroisienne soit correctement rétabli. Car la règle de saint Benoît précise, dans les offices de la liturgie des Heures, l'usage de l'hymne ambrosienne. En conséquence, avec cette première réforme, toutes les hymnes non ambrosiennes parmi quatre-vingt furent exclues. Il ne restait que trente-quatre. La deuxième fut effectuée sous la direction de Bernard de Clairvaux, entre 1142 et 1147, selon la volonté des supérieurs qui n'appréciaient pas les œuvres de la première réforme. Vingt-cinq hymnes traditionnelles furent, à nouveau, intégrées dans le répertoire, avec la révision de saint Bernard. D'après Chrysogonus Waddell († 2008), théologien de l'ordre cistercien de la Stricte Observance, l'hymne Ave maris stella, non ambrosienne, fut donc supprimée puis restaurée lors de ces réformes successives,. Aussi son étude (posthume, 2011) exprime-t-elle que cette hymne existait déjà, avant 1108.
Il n'existe aucun rapport, en ce qui concerne la composition, avec le roi Robert le Pieux. En effet, le manuscrit 95 de la bibliothèque de l'abbaye de Saint-Gall contient ce texte : [manuscrit en ligne]. S'il s'agit d'un folio ajouté, vraisemblablement au Xe siècle, cette copie demeure antérieure au roi Robert.
Les études de Helmut Gneuss avancèrent la connaissance sur ce sujet. Après l'hymnaire qui était utilisé auprès des monastères bénédictins, un nouvel hymnaire, dit vieux-hymnaire I (Old Hymnal I selon Gneuss), apparut au VIe siècle environ. Il se composait de seize hymnes. Puis on révisa celui-ci pour une nouvelle version (Old Hymnal II) qui contenait vingt-cinq œuvres. Et l’Ave maris stella se trouve dans ce deuxième, édité à partir du VIIe siècle. La rédaction, qui avait été terminée au IXe siècle, pouvait être liée au mouvement culturel, Renaissance carolingienne, et ces hymnes supplémentaires avaient été composées aux abbayes et aux centres ecclésiastiques, qui situaient au nord des Alpes. Leurs auteurs restent toutefois inconnus.
Si l'hymnaire ancien de saint Benoît fut perdu, l'abbaye Saint-Augustin de Cantorbéry conservait un manuscrit lié à l'hymnaire apporté par des Bénédictins en 597, lors de la mission de l'évangélisation sous l'intention de saint Grégoire le Grand. La liste des incipits, copiés avant la disparition de manuscrit au XVe siècle, présente quinze titres, mais sans l’Ave maris stella . Saint Benoît et son ordre de l'époque ne connaissaient pas cette hymne.
Aucun manuscrit ne mentionnait le nom d'auteur. Comme l'origine se trouve dans la tradition monastique, il est vraiment difficile à identifier l'auteur, notamment pour ceux qui concernent les œuvres médiévales.
En résumé, ce qui demeure certain est que cette œuvre avait été composée dans le royaume carolingien pour la liturgie locale, et été intégrée, au VIIIe siècle environ, dans le dit vieux-hymnaire II (Old Hymnal II) pour l'usage universel aux monastères, qui contribua à diffuser cette hymne. Avec sa réforme liturgique, saint Bernard sauvegarda au XIIe siècle cette hymne, supprimée dans l'hymnaire de son ordre. De plus en plus utilisée aux paroisses, l'hymne fut finalement admise dans le rite romain.

### Unification de deuxStella Maris

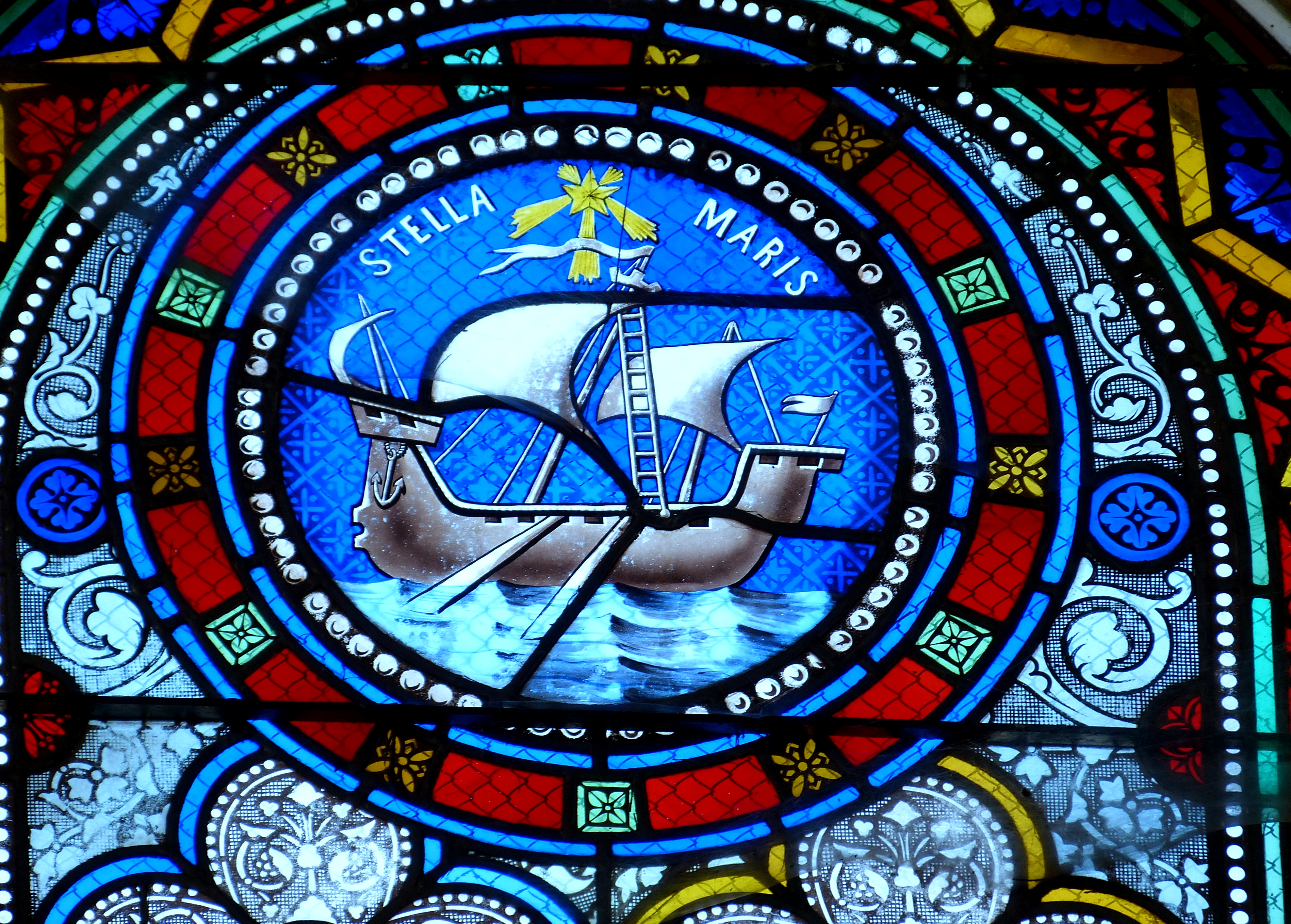
Vitrail de l'église Notre-Dame-de-la-Nativité de Cénac-et-Saint-Julien.

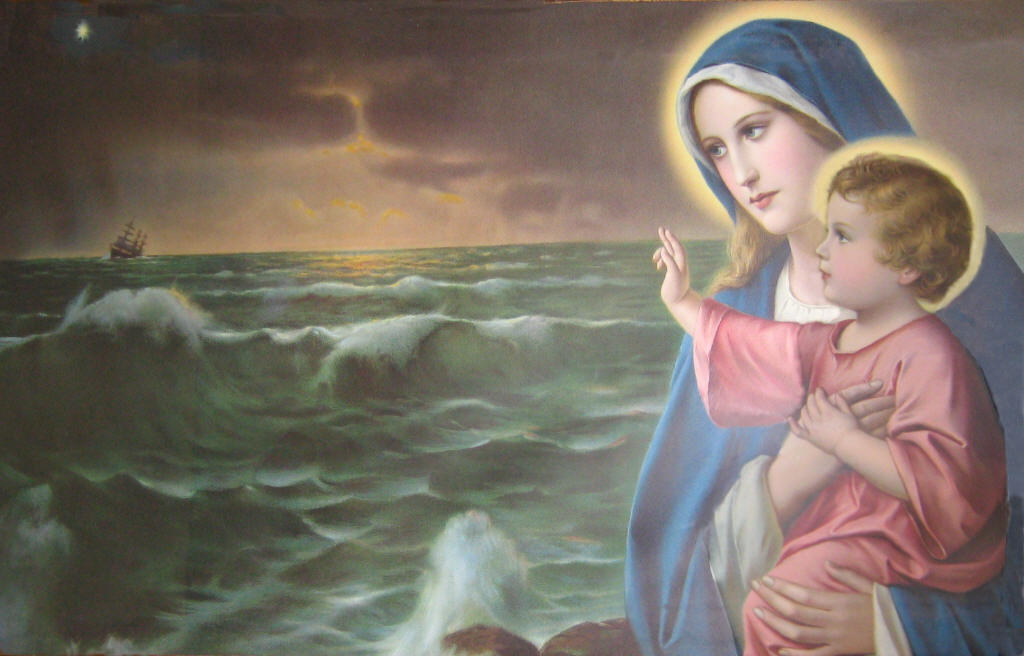

Bien entendu, l'hymne se consacre à Marie, étoile de la mer (stella maris). Il est cependant à noter qu'en Europe, on priait à l'Étoile polaire (de même Stella Maris), notamment ce qui était la prière des navigateurs. Il y eut une fusion de ces deux images, tant dans la tradition spirituelle que le domaine littéraire. L'hymne était un fruit de cette assimilation. Ainsi, dans les Vespro della Beata Vergine de Claudio Monteverdi (1610), un texte témoigne cette fusion (no 9 concerto Audi cœlum) :
| Audi cœlum, verba mea, plena desiderio et perfusa gaudio. « Audio ! » Dic, quæso, mihi : quæ est ista, quæ consurgens ut aurora rutilat, ut benedicam ? « Dicam ! » Dic nam ista pulchra ut luna electa ut sol, replet lætitia terras, cœlos, maria. « Maria ! » ...... Benedicta es virgo Maria in sæculorum sæcula. | Écoute, ô Ciel, mes paroles, pleines désir et remplies de joie. « J'écoute ! (écho) » Dis-moi, je t'en prie, qui est celle qui monte, brillant comme l'aurore afin que je la chante. « je vais le dire ! » Parle, car elle est belle, exquise comme la lune comme le soleil, elle remplit de joie la terre, le ciel et la mer. « Marie ! » ...... Tu es bénie, Vierge Marie, dans les siècles des siècles. |

### Au Moyen Âge
L'hymne était tellement populaire que l'on comptait, au moins, huit mélodies différentes sur le texte,. Parmi elles, celles que l'on chante encore aujourd'hui restent deux (voir ci-dessus). Si toutes les deux emploient le premier mode grégorien, la version in memoriis possède déjà la caractéristique de mode mineur. Celle de solemn tone, qui s'illustre de sa couleur mystérieuse, est très souvent en usage depuis le Moyen Âge. Avec son immense popularité, elle inspira surtout un grand nombre de compositeurs, pour être paraphrasée. À l'origine, cette version solennelle était chantée à la fin des offices des vêpres, avant le cantique Magnificat, lors de grandes fêtes de Sainte Marie. Il est possible que la mélodie en usage actuellement fût issue de la tradition cistercienne. Car, lors de la deuxième réforme cistercienne, c'était saint Bernard de Clairvaux qui fit enrichir le répertoire de l'hymnaire avec de nouvelles mélodies, six ou sept.
En ce qui concerne la notation, les premiers manuscrits datent du XIe siècle. Cela coïncidait à l'époque où les diocèses commencèrent à utiliser les hymnes, mais en tant que liturgie locale. D'où, la mélodie n'était pas fixée. On chantait librement la même mélodie pour plusieurs hymnes.
Cette hymne était par ailleurs une source de nombreuses séquences, ayant pour but d'enrichir la célébration de grandes fêtes mariales, avec leurs chants poétiques. Les meilleurs exemplaires se trouvent dans le répertoire de l'ancienne abbaye Saint-Martial de Limoges.
Dans le domaine musical, Guillaume Dufay prépara une catégorie prospère des hymnes en polyphonie, dont Ave maris stella. Dans ses trente hymnes restantes à trois voix, le cantus firmus tenait leur mélodie originelle tandis que les deux autres chantent leurs parties élaborées et sophistiquées.

### À la Renaissance

#### Toujours hymne des vêpres
L’Ave maris stella reste toujours, dans la pratique de la liturgie des Heures, l'hymne des vêpres, quel que soit le rite. Ainsi, quatre livres des Heures du XVe siècle employaient des chants assez différents alors que cette hymne était réservée aux vêpres, sans exception : Paris (1498) ; Rome (1486) ; Sarum (1495) ; Suède (1495). Cette uniformité peut être expliquée par la popularité de cette hymne.

#### Josquin des Prés
La composition musicale de cette hymne était, à la Renaissance, très florissante. Il faut remarquer qu'il y avait une contribution importante de Josquin des Prés. Sans doute admirateur de cette hymne, celui-ci composa en effet tant son motet à 4 voix avec le texte complet que sa messe parodie Ave maris stella. Dans les archives, ses manuscrits demeurent très riches avec leurs variantes, qui signifient que le compositeur continuait à engager ce sujet. De surcroît, c'était lui qui inaugura la composition de la strophe IV Monstra te esse matrem,. Il s'agit, à vrai dire, d'une variante de le chant À la mort à 3 voix (NJE27.1). Un manuscrit de celui-ci, conservé à Florence, contient la quatrième voix en canon, qui chante en latin Monstra te esse matrem . Cette combinaison des textes suggère que l'œuvre était conçue pour l'office de complies à la fin de journée ou destinée au malade mourant, d'après le texte français :
À la mort, on prioit à l'heure :

Je te requiers de cueur contrit,

Dame des cieulx, rends mon esprit

Devant ton filz et me sequeure.

#### Claudio Monteverdi
Parmi de nombreuses compositions, on distingue un véritable chef-d'œuvre Vespro della Beata Vergine de Claudio Monteverdi publié en 1610. Chantée juste avant le Magnificat, son hymne Ave maris stella est exécutée en double-chœur à 8 voix, tout à fait adapté à la basilique Saint-Marc de Venise qui possédait deux places réservées à la schola. En 1613, le compositeur sera nommé maître de cette célèbre Cappella Marciana. Certes, cette publication avait pour but d'obtenir une promotion. Toutefois, il est vrai que l'œuvre était aussi dédiée au pape Paul V, plus précisément liée à une indulgence octroyée par ce dernier à la basilique Saint-André de Mantoue, de laquelle la protectrice n'est autre que la Sainte Vierge. En 1611, la ville célébra en effet son affirmation du culte, sans doute avec ce chef-d'œuvre. Dans cette pièce no 12, les sept strophes à la base du cantus firmus sont enrichies avec quatre ritournelles, et en structure symétrique, ce qui manifeste un grand talent de ce compositeur. Les Vespro della Beata Vergine sont considérées, de nos jours, l'une des œuvres monumentales de la musique occidentale :
- no 12, Himnus Ave maris a 8 : [écouter en ligne avec partition (n° XII)] (intitulé Cantus Sanctissimæ Virgini missa senis vocibus, ac vesperæ pluribus decantandæ, cum nonnullis sacris concentibus, ad sacella sive principum cubicula accommodata. Opera a Claudio Monteverde nuper effecta ac Beatiss. Paulo V. Pont. Max. consecrata. Venetijs, Apud Ricciardum Amadinum, MDCX.)

#### Francesco Soriano
Cette hymne était la matière principale de Francesco Soriano pour ses canons très développés. Sa première publication tenue en 1610 comptait 101 canoni et oblighi (canon et obbligato), à la base du même cantus firmus Ave maris stella . En sachant que Soriano avait achevé ce travail intensif, Gioan Pietro Del Buono y ajouta, en 1641, 100 autres compositions sur le cantus firmus de son prédécesseur, de sorte que tout ce qui concerne puisse comprendre que cette science de composition se développe sans limites.
Mais Francesco Soriano n'était autre que le maître de la Cappella Giulia du Vatican, en pleine réforme tridentine. En résumé, l'hymne intéressait, à cette époque-là, de grands musiciens les plus distingués.
Par ailleurs, on continua à publier le recueil de canon, notamment celui de l’Ave maris stella, jusqu'au XIXe siècle alors que la composition de nouvelles pièces se termina déjà au XVIIe siècle. Il s'agissait d'un phénomène particulier de ce siècle.

### Sous la Contre-Réforme
Toujours exécutée, mais à la suite du concile de Trente, la pratique de l'hymne connaissait un changement de manière. Le premier cérémonial sorti du Vatican, dit cérémonial de Clément VIII, recommandait l'alternance entre la voix et l'orgue, afin d'amplifier la musicalité dans la célébration, par exemple pour le Kyrie. Il s'agissait d'une manière, dans le cadre de la Contre-Réforme, pour lutter contre le protestantisme, surtout le calvinisme qui avait fait supprimer toute la musique. D'autre part, il faut souligner que cette façon avait aussi pour but d'améliorer la qualité de célébration. En conséquence, l'hymne Ave maris stella était, souvent, chantée en alternance. Les œuvres de Jehan Titelouze et de Nicolas de Grigny se caractérisaient de leur composition de quatre strophes, adaptant l'exécution en alternance. Texte très connu par l'assemblée, l'orgue chantait, avec cette pratique, des strophes.
D'ailleurs, cette façon avait encore son influence. Ainsi, Tomás Luis de Victoria avait publié en 1581 sa composition de motet, dans laquelle les strophes impaires (I, III, V et VII) restent en grégorien. Donc, l'hymne était exécutée en alternance entre les chantres et le chœur . Telles étaient le résultat de la Contre-Réforme.
Dans le rite tridentin, cette hymne était réservée aux premières vêpres de la fête de l'Assomption de Marie, à savoir les vêpres solennelles de la soirée du 14 août en tant que vigile [Breviarum Romanum cum Psalterio proprio et officiis sanctorum ad usum cleri Basilicæ Vaticanæ Clementis X (1674)]. De même, le 7 septembre au soir, on la chantait pour les premières vêpre de la Nativité de Marie .

### AuXIXesiècle
En ce qui concerne la composition musicale, l'usage de la monodie grégorienne causait moins de création à l'époque de la musique romantique. On compte cependant quelques grands compositeurs catholiques tel Franz Liszt. Il est à remarquer que le texte devint populaire parmi des compositeurs scandinaves. Les œuvres d'orgue restent assez florissantes, notamment celles de Franz Liszt et de César Franck, car elles peuvent être jouées dans la liturgie, par exemple, lors de la communion. Il est normal que de célèbres organistes français aient participé à composer leurs pièces pour cet instrument.

### Usage actuel
Même après le concile Vatican II, l'hymne est toujours en usage :
- strophe 1 en tant qu'antienne ainsi que pour la fête (in festis)
- en faveur de la célébration mariale par excellence, toutes les strophes (in solemnitatibus)
Ainsi, le 31 décembre 2020, l'hymne fut chantée au début de l'office de vêpres, qui était célébré à la chapelle Sixtine [écouter en ligne].

Il y a une pratique quotidienne selon la recommandation de sainte Brigitte de Suède. Chez l'ordre de Sainte-Brigitte, il s'agit de sa prière formelle.
La composition par des musiciens contemporains se continue.

## Compositions musicales

### À la Renaissance
- John Dunstaple (vers 1390 - † 1453) : motet[24]
- Guillaume Dufay (vers 1400 - † 1474) : hymne à 3 voix en 2 versions, avec et sans faux-bourdon[25]
- Johannes Martini (vers 1440 - † 1497) : motet à 4 voix[26]
- Alexandre Agricola (vers 1445 - † 1506) : antienne mariale[27]
- Josquin des Prés (vers 1450 - 1521) : motet[17] à 4 voix, NJE23.8[2]
- Jacob Obrecht (1457 - † 1505) : œuvre dans le Cancionero de Segovia (folio 158v)[28]
- Paul Hofhaimer (1459 - † 1537) : antienne mariale[29]
- Pedro de Escobar (1465 ?- 1535)[30]
- Elzéar Genet Carpentras (vers 1470 - † 1548) : motet[31]
- Adrian Willaert (vers 1490 - † 1562) : hymne à 6 voix dans le Hymnorum musica (1542)[32]
- Antonio de Cabezón (vers 1500 - † 1566) : hymne[33]
- Ghiselin Danckerts (vers 1510 - † 1565) : canon énigmatique à 4 voix (1535, édition originale perdue)[34]
- Giovanni Pierluigi da Palestrina (vers 1525 - † 1594) : hymne à 4 voix dans le recueil Hymni totius anni secundum Sanctæ Romanæ Ecclesiæ consuetudinem (1589)
- Francisco Guerrero (1528 - † 1599) : antienne mariale[35]
- Tomás Luis de Victoria (1548 - † 1611) : hymne à 4 voix dans le Cantica Beatæ Virginis vulgo Magnificat (1581)[36] [partition en ligne]
- Eustache du Caurroy (1549 - † 1609) : motet à 5 voix a cappella pour les fêtes de la Vierge[37]
- Francesco Soriano (1549 - † 1621) :
  - Canoni, et Oblighi di Cento, et Dieci sorte (1610)[it 2] [exemple de partition]
  - canon à 3, 4, 5, 6, 7 et 8 voix (1625)[it 3]
- Felice Anerio (vers 1560 - † 1614) : motet à 4 voix accompagné de basse continue[38]
- Jan Pieterszoon Sweelinck (1562 - † 1621) : hymne à 3 voix, SwWV193 (1614)[39]
- Hans Leo Hassler (1564 - † 1612) : hymne à 4 voix[40]
- Claudio Monteverdi (1567 - † 1643) : Vespro della Beata Vergine, no 12, à 2 voix et double chœur (1610)[41]
- Paolo Agostini (vers 1583 - † 1629) : œuvre à 3 voix (1619)[42]

### Époque baroque
- Gabriel Plautz (vers 1585 - † 1641) : motet à 4 voix[43]
- Domenico Massenzio (1586 - † 1657) : motet à 4 voix (1634)[44]
- Antoine Boesset (1587 - † 1643) : hymne à 4 voix accompagnée d'orgue, dans le Recueil Deslauriers[45]
- Gioan Pietro Del Buono (16... - † 1657) : Canoni, Oblighi, et Sonate in varie maniere..... a tre, quattro, cinque, sei, sette, et otto voci, et e le Sonate a quattro (1641)[it 4]
- Francesco Cavalli (1602 - † 1676) : hymne à 3 voix accompagnée d'instruments (1656)[46]
- Orazio Tarditi (1602 - † 1677) : motet à une seule voix accompagné de basse continue (1650)[47]
- Marc-Antoine Charpentier (1643 - † 1704) :
  - hymne pour toutes les fêtes de la Vierge, avec 5 voix et basse continue, H60 (1679)[48]
  - hymne pour 2 sopranos et basse continue, H63 (1682)[49]
  - hymne pour 4 solistes, chœur à 4 voix et instruments, H65 (vers 1690)[50]
  - hymne à 6 voix en alternance avec orgue (strophes impaires et Amen), H67 (vers1690)[51]
- Pietro Paolo Bencini (vers 1670 - † 1755) : hymne pour soprano, chœur et basse continue[52]
- Antonio Caldara (vers 1671 - † 1736) : hymne pour soprano et alto avec instruments (vers 1720)[53],[54]
- Jan Dismas Zelenka (1679 - † 1745) : hymne, ZWV110[55]
- Domenico Zipoli (1688 - † 1726) : hymne pour chœur et instruments (vers 1700)[56]
- Giovanni Battista Costanzi (1704 - † 1778) : motet à 3 voix accompagné de basse continue[57]
- Vincenzo Anfossi (17... - † 1795) : hymne pour chœur à 4 voix et instruments[58] [manuscrit en ligne]

### Époque romantique
- Terenzio Ortolani (1799 - † 1875) : canon[it 5]
- Franz Liszt (1811 - † 1886) :
  - motet pour 4 voix d'hommes avec accompagnement d'orgue ou d'harmonium, LW J19 (1865/1868) [manuscrit en ligne]
  - motet pour une voix de mezzo-soprano avec accompagnement de piano ou harmonium, LW K3 (1868) [manuscrit en ligne]
- Giulio Alary (1814 - † 1891) : hymne (1877)[59]
- Oscar Comettant (1819 - † 1898) : duo accompagné d'orgue ou de piano[60]
- Laurent de Rillé (1824 - † 1915) : œuvre pour chœur à 3 voix égales (1874)[61]
- Augustin-Jean-Émile Etcheverry (1830 - † 1905) : œuvre dans les Trois motets solos, soprano ou ténor avec accompagnement d'orgue, no 2 (1856)[62]
- Edmond de Polignac (1834 - † 1901) : œuvre pour soprano solo et chœur à 4 voix (1898)[63] [partition en ligne]
- Léo Delibes (1836 - † 1891) : motet pour 2 voix de femmes avec orgue ou piano (1891)[64] [partition en ligne]
- Antonín Dvořák (1841 - † 1904) : hymne accompagné d'orgue, B95 (1879)[65]
- Edvard Grieg (1843 - † 1907) : œuvre pour chœur à 4 voix, EG150 (1898)[66]
- Abel Soreau (1845 - vers 1909) : hymne à 4 voix accompagnée d'orgue (1886)[67]
- Augusta Holmès (1847 - † 1903) : pièce pour soprano ou ténor accompagnée d'orgue (révision 1896)[68]
- Ernest Chausson (1855 - † 1899) : motet pour contralto et baryton avec accompagnement d'harmonium, op. 17 (1886)[69] [manuscrit en ligne]
- Edward Elgar (1857 - † 1934) : œuvre à 4 voix accompagnée d'orgue, op. 2, no 3 (1887)[70]

### Époque contemporaine
- Jean Gallon (1878 - † 1959) : motet pour soli, chœur à 4 voix et orgue (1951)[71]
- Otto Olsson (1879 - † 1964) : hymne pour chœur a cappella, dans les Sex latinska hymner, op. 40, no 5 (1913)[72]
- John F. Larchet (1884 - † 1967) : motet pour chœur à 4 voix (1957)[73]
- Lajos Bárdos (1899 - † 1986) : motet pour chœur de femmes[74]
- Roger Calmel (1920 - † 1998) : œuvre pour chœur à 4 voix et orgue[75]
- Pietro Allori (1925 - † 1985) : motet pour choeur à 4 voix (1984)
- Jozef Malovec (1933 - † 1998) : œuvre pour chœur (1995)[76],[77]
- Trond Kverno (1945 - ) : hymne pour chœur à 6 voix a cappella (1976)[78]
- Anders Eliasson (1947 - † 2013) : hymne à 4 voix pour la Vierge Marie (1986)[79]
- Juris Karlsons (1948 - ) : œuvre pour chœur à 8 voix (1990)[80]
- Naji Hakim (1955 - ) : œuvre pour chœur et orgue (2003)[81]
- Urmas Sisask (1960 - ) : œuvre pour chœur et cloche, op. 138 (2011)[82]
- Thierry Machuel (1962 - ) : œuvre pour chœur à 12 voix, op. 3 (1997)[83]
- Pierre Manchot (1984 - ) : œuvre pour chœur à 4 voix (2014)[84]

### Mise en musique de strophe IVMonstra te
- Josquin des Prés (vers 1450 - † 1521) : motet[17] à 3 voix avec un autre texte français À la mort[2]
- Jules Boissier-Duran[85] (18... - † après 1886) : œuvre pour duo ou chœur (publication 1863)[86]
- Louis Niedermeyer (1802 - † 1861) : motet à 4 voix avec solo de soprano ou de ténor[87]
- Louis Bordèse (1815 - † 1886) : œuvre pour chœur[88]
- Jules Collin (1816 - † 1876) : transcription pour la musique militaire (publication posthume 1880)[89]
- Wulfran Moreau (1827 - † 1905) : œuvre pour 2 voix élevées, baryton et chœur (vers 1862)[90]

### MesseAve maris stella
- Josquin des Prés (vers 1450 - † 1521) : messe à 4 voix, dans le Missarum Josquin liber secundus (1505)[91],[92]
- Cristóbal de Morales (vers 1500 - † 1553) :
  - messe à 4 voix y compris Agnus Dei I et II[93]
  - messe à 5 voix[94],[95]
- Tomás Luis de Victoria (vers 1548 - † 1611) : messe à 4 voix (1576)[96] [manuscrit et partition en ligne]
- Jean de Bournonville (vers 1585 - † 1632) : messe à 4 voix (Missa quatuor vocum ad imitationem moduli Ave Maris Stella) (1618)[97]

### Œuvre instrumentale
- Jacques Brunel (vers 1490 - † vers 1564) : ricercare pour orgue (Ricercar sopra Ave Maria Stella)[98]
- Jehan Titelouze (1563 - † 1633) : œuvre dans les Hymnes de l'Église pour toucher l'orgue, (1623)[99]
- Girolamo Frescobaldi (1583 - † 1643) : hymne pour orgue (1637)[100]
- Nicolas de Grigny (1672- † 1703) : hymne dans le recueil Premier livre d'orgue, pour 4 versets Plein jeu, Fugue à 4 voix, Duo et Dialogue sur les grands jeux (1699)[101]
- François Benoist (1794 - † 1878) : œuvre pour orgue, publiée dans les Three Anthems, no 3[102],[103]
- Franz Liszt (1811 - † 1886) : œuvre dans les Zwei Kirchenhymnen, Orgue ou harmonium, LW E27, no 2, transcription de LW J19 pour chœur (1877)[104]
- César Franck (1822 - † 1890) : Trois préludes pour l'Ave maris stella pour orgue (vers 1858)[105]
  - andantino quasi allegretto en ré minor, CFF81
  - en ré majeur, CFF82
  - lento en ré mineur, CFF83
- Alexandre Guilmant (1837 - † 1911) : Offertoire sur un chant de l'hymne : Ave maris stella dans L'organiste liturgique, op. 65[106]
- Henri Dallier (1849 - † 1934) : Offertoire sur l'hymne " Ave maris stella " pour une fête de Ste Vierge pour orgue ou harmonium[107] [manuscrit en ligne]
- Charles Tournemire (1870 - † 1939) : fantaisie-improvisation, dans les Cinq improvisations pour orgue restituées par Maurice Duruflé, no 4 (transcription 1930)[108],[109]
- Joseph Bonnet (1884 - † 1944) : pièce dans les 12 pièces pour orgue, op. 5, no 5 (1909)[110]
- Marcel Dupré (1886 - † 1971) : 4 pièces dans les Fifteen Pieces for organ founded on antiphons (vêpres du commun), op. 18, no 6 - 9[111]
- F. Brun (abbé, 18... - † 19...) : œuvre réservée au verset ou à la communion dans les Cinq pièces brèves sur des thèmes grégoriens pour orgue ou harmonium, no 2[112]
- Jean Langlais (1907 - † 1991) : pièce dans les Trois paraphrases grégoriennes pour orgue, op. 5, no 2 (1934)[113]
- Pierre Cochereau (1924 - † 1984) : 15 Versets Improvisés sur " Ave maris stella " (1970)[114]
- Peter Maxwell Davies (1934 - † 2016) : œuvre en 9 mouvements for instrumental ensemble, J187 (1975)[115]

### Attribution incertaine
- Heinrich Isaac[116]
- Antonio Vivaldi[117]

## Paraphrases de l'hymne

### Poème
Germain Nouveau paraphrasa l'hymne. Il s'agit de l'une de quelques exceptions qui furent publiées avant son trépas. D'ailleurs, à la dernière strophe de l'œuvre Après-midi d'été, il citait encore le titre de l'hymne : « Saccade en le rythmant l’Ave Maris Stella. »
En qualité de religieux, Théodore Combalot aussi composa, en tant que paraphrase de l’Ave maris stella, le cantique français Sur cette mer, ô ma fidèle étoile !  [lire en ligne].
Dans la tradition populaire, le célèbre chanson du Roi Renaud n'est autre qu'une imitation de l'hymne, qui garde une mélodie authentique du chant grégorien.

### Devise
Le premier verset Ave maris stella était l'héraldique ecclésiastique de l'évêque Edmond Dumont à Charleroi.

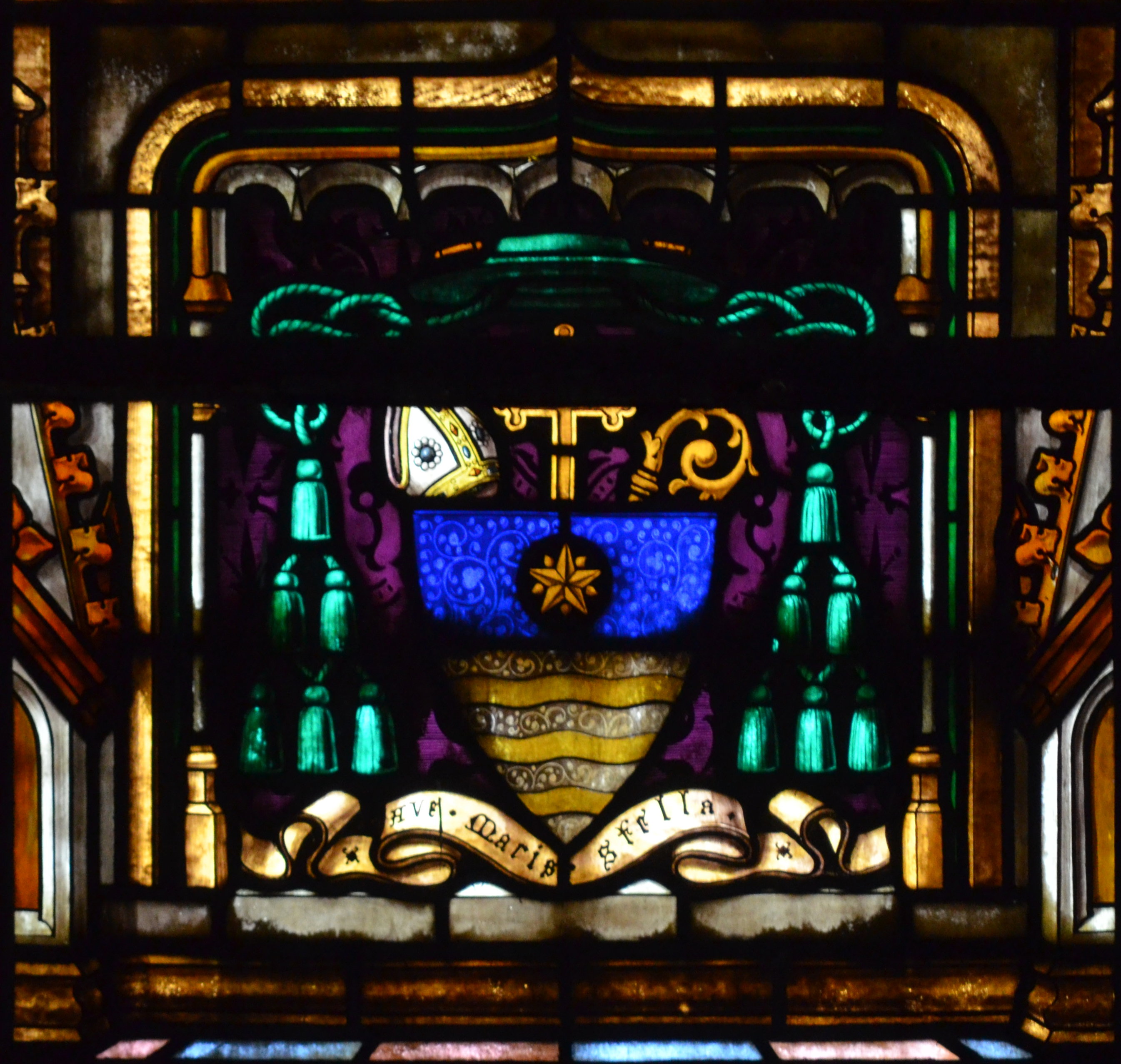
.

### Hymne national acadien
L'hymne national de l'Acadie ou dit hymne acadien fut composé à la base du texte original liturgique. La légende attribue à Louis XIII, qui était un grand protecteur du culte de Sainte Marie, l'origine de cet hymne national. Encore faut-il trouver un manuscrit pour confirmer cette hypothèse.